# Слугин, Григорий Александрович
Григорий Александрович Слугин (18 июня 1995, Баево, Ардатовский район, Мордовия, Россия — 26 сентября 2023, около села Вербовое, Пологовский район, Запорожская область, Украина) — российский военнослужащий, капитан. Начальник штаба батальона 237-го гвардейского десантно-штурмового полка 76-й гвардейской десантно-штурмовой дивизии Воздушно-десантных войск, участник вторжения России на Украину. Герой Российской Федерации (2024, посмертно).

## Биография
Родился 18 июня 1995 года в селе Баево Ардатовского района Мордовии.
После того, как Слугин завершил учебное заведение из 11 классов, поступил в Рязанское гвардейское высшее воздушно-десантное командное училище им. Генерала армии Маргелова. Принял участие в российском вторжении на Украину.
Погиб 26 сентября 2023 года около села Вербовое Пологовского района Запорожской области.

## Звания и награды
- Герой Российской Федерации (посмертно, 2024)[1][2][3][4][5]
- Орден Мужества (2)
- Медаль «За отвагу»